# Szakértői rendszer
Szakértői rendszernek (expert system) vagy más néven tudásalapú rendszernek olyan rendszert nevezünk, amely tartalmaz szakértő ember/munkavállaló által birtokolt feladat-specifikus tudást és analitikus képességet, melyek nélkül az adott feladat nem valósítható meg. 
Ilyen rendszereket először mesterségesintelligencia-kutatók fejlesztettek az 1960-as és 1970-es években és az 1980-as években kerültek elsőként kereskedelmi forgalomba. 
A szakértői rendszer leggyakoribb formája egy olyan program, amely szabályok halmazából áll, melyekkel információt (melyet a felhasználó ad meg) analizál egy bizonyos problémakörben, valamint  matematikailag is analizálja a problémát, és (annak természetétől függően) az eszközölendő javításokhoz egy végrehajtandó cselekvéssorozatot javasol a felhasználónak.
Az ilyen rendszereknek olyan képességei vannak, melyekkel látszólag logikusan érvelve vonnak le következtetéseket.